# Foggia Calcio 2017-2018
Questa voce raccoglie le informazioni riguardanti il Foggia Calcio nelle competizioni ufficiali della stagione 2017-2018.

## Stagione
Nella stagione 2017-2018 dopo il primo posto ottenuto in Lega Pro nella stagione precedente, il Foggia torna in Serie B 19 stagioni dopo la sua ultima comparsa nella stagione 1997-1998. Il ritiro estivo si è svolto a Castel di Sangro. La squadra pugliese, anche per questa stagione affidata all'allenatore Giovanni Stroppa inizia con una vittoria il 6 agosto 2017 nel secondo turno di Coppa Italia Tim Cup contro il Vicenza. Sconfitti in casa propria i biancorossi (1-3), i pugliesi affrontando la Sampdoria nel terzo turno, ma a Genova vengono sconfitti ed eliminati dalla competizione proprio dalla squadra blucerchiata che si è imposta sui satanelli (3-0). A causa degli scarsi risultati sportivi di inizio stagione, nel mese di novembre il ds Giuseppe Di Bari viene sollevato dal suo incarico e sostituito da Luca Nember. La squadra rossonera termina un girone di andata difficoltoso al 19º posto con 22 punti in classifica, in piena zona Play-out. Poi con qualche variazione tattica e anche grazie ai nuovi acquisti invernali, la squadra risale la classifica, raccogliendo nel girone di ritorno 36 punti, terminando il campionato al 9º posto con 58 punti, a sole due lunghezze dai Play-off.

## Divise e sponsor
Anche nella stagione 2017/2018 lo sponsor tecnico è Nike, mentre tre sono i marchi extra-settore apposti sulla maglia: al confermato main sponsor Tamma s'affiancano infatti i nuovi co-sponsor Wuber e Valvoline (pantaloncino). Inoltre compare lo sponsor Metaurobus nel retro sotto la numerazione.
La prima divisa prevede una maglia decorata frontalmente dalla classica palatura rossonera, che però lascia libere le maniche e le spalle secondo la soluzione raglan. Tale soluzione è ripresa anche sul retro, ove tuttavia le strisce lasciano spazio a un pannello nero. Pantaloncini e calzettoni sono neri con finiture rosse.
La seconda divisa è bianca, decorata sul fianco sinistro dalla serigrafia di un forcone (allusione a quello impugnato dai Satanelli dello stemma sociale) modellato a somiglianza della lettera B (onde rimarcare il ritorno della squadra pugliese nella serie cadetta). Bianchi con finiture rossonere sono anche calzoncini e calze.
La terza divisa è blu (colore dominante nello stemma araldico di Foggia), con maniche che sfumano al nero verso le estremità e una finitura a pallini neri sulle spalle. Blu con finiture rossonere sono le braghette e i calzettoni.
| 1ª divisa | 2ª divisa | 3ª divisa |

## Organigramma societario
Area direttiva
- Soci: Fedele Sannella, Franco Sannella
- Presidente: Lucio Fares
- Vicepresidente: Massimo Curci
- Amministratore delegato: Roberto Dellisanti
- Consiglieri: Giancarlo Ursitti, Massimo Curci

Area organizzativa
- Segretario generale: Giuseppe Severo
- Biglietteria e supporter card: Dina Romano
- Supporter Liaison Officier (SLO): Domenico Cataneo

Area comunicazione
- Responsabile: Lino Zingarelli
- Addetto stampa prima squadra: Arianna Amodeo
- Addetto stampa settore giovanile: Salvatore Fratello
- Fotografo ufficiale: Federico Antonellis
- Referenti area marketing: Enzo Palma, Francesco Ordine

Area tecnica
- Direttore sportivo: Luca Nember
- Team manager: Diego Valente
- Allenatore: Giovanni Stroppa
- Allenatore in seconda: Giuseppe Brescia
- Collaboratore tecnico: Andrea Guerra
- Allenatore dei portieri: Nicola Dibitonto
- Preparatori atletici: Sergio Mascheroni, Fabio Allevi
- Magazzinieri: Luigi Boscaino, Dario Annecchino

Area sanitaria
- Responsabile staff medico sanitario: Antonio Macchiarola
- Staff medico sanitario: Giovanni Cristinziani
- Fisioterapisti: Andrea Smargiassi

## Rosa
Rosa aggiornata al 31 gennaio 2018.
| N. |                     | Ruolo | Calciatore          |
| -- | ------------------- | ----- | ------------------- |
| 1  | Italia (bandiera)   | P     | Enrico Guarna       |
| 3  | Italia (bandiera)   | D     | Giuseppe Figliomeni |
| 4  | Italia (bandiera)   | C     | Cristian Agnelli    |
| 5  | Italia (bandiera)   | D     | Denis Tonucci       |
| 6  | Italia (bandiera)   | D     | Giuseppe Loiacono   |
| 7  | Italia (bandiera)   | C     | Leandro Greco       |
| 8  | Italia (bandiera)   | A     | Francesco Fedato    |
| 9  | Italia (bandiera)   | A     | Giacomo Beretta     |
| 10 | Francia (bandiera)  | A     | Mathieu Duhamel     |
| 11 | Germania (bandiera) | C     | Oliver Kragl        |
| 12 | Italia (bandiera)   | P     | Stefano Tarolli     |
| 13 | Italia (bandiera)   | D     | Marco Zambelli      |
| 14 | Italia (bandiera)   | D     | Luca Martinelli     |

| N. |                        | Ruolo | Calciatore         |
| -- | ---------------------- | ----- | ------------------ |
| 15 | Italia (bandiera)      | D     | Alessio Pertosa    |
| 17 | Italia (bandiera)      | A     | Francesco Nicastro |
| 18 | Italia (bandiera)      | C     | Francesco Deli     |
| 19 | Italia (bandiera)      | A     | Fabio Mazzeo       |
| 22 | Paesi Bassi (bandiera) | P     | Andries Noppert    |
| 25 | Italia (bandiera)      | C     | Alberto Gerbo      |
| 26 | Italia (bandiera)      | C     | Davide Agazzi      |
| 27 | Italia (bandiera)      | A     | Roberto Floriano   |
| 28 | Italia (bandiera)      | D     | Alessandro Celli   |
| 29 | Francia (bandiera)     | C     | Kyllan Ramè        |
| 31 | Italia (bandiera)      | D     | Michele Camporese  |
| 32 | Italia (bandiera)      | C     | Luigi Scaglia      |
| 33 | Italia (bandiera)      | D     | Arturo Calabresi   |

## Calciomercato
Di seguito sono riportati i trasferimenti del calciomercato 2017-2018 del Foggia.

### Sessione estiva(dal 01/07 al 31/08)
| Acquisti | Acquisti                | Acquisti        | Acquisti                                  |
| R.       | Nome                    | da              | Modalità                                  |
| -------- | ----------------------- | --------------- | ----------------------------------------- |
| P        | Enrico Guarna           | Bari            | riscatto (250.000)                        |
| P        | Ivan Pelizzoli          |                 | svincolato                                |
| D        | Alessandro Celli        | Lupa Roma       | definitivo                                |
| D        | Michele Camporese       | Benevento       | prestito oneroso con obbligo di riscatto. |
| C        | Francesco Deli          | Paganese        | riscatto (150.000)                        |
| C        | Matteo Fedele           | Carpi           | definitivo                                |
| C        | Kylian Ramè             | Stade Bordelais | definitivo                                |
| A        | Giacomo Beretta         | Milan           | definitivo                                |
| A        | Elio Calderini          | Fondi           | definitivo                                |
| A        | Francesco Fedato        | Sampdoria       | definitivo                                |
| A        | Manuel David Milinković | Genoa           | prestito                                  |
| A        | Francesco Nicastro      | Pescara         | prestito con obbligo di riscatto          |

| Cessioni | Cessioni                | Cessioni           | Cessioni      |
| R.       | Nome                    | a                  | Modalità      |
| -------- | ----------------------- | ------------------ | ------------- |
| P        | Ivan Pelizzoli          |                    | rescissione   |
| D        | Fabio Tito              | Modena             | definitivo    |
| A        | Matteo Di Piazza        | Lecce              | prestito      |
| A        | Miguel Maza             | Pordenone          | prestito      |
| D        | Emanuele Adamo          | Audace Cerignola   | prestito      |
| P        | Antonio Narciso         | Sicula Leonzio     | prestito      |
| C        | Gastón Faber            | Danubio            | fine prestito |
| C        | Marcello Quinto         | Fidelis Andria     | definitivo    |
| C        | Giuseppe Sicurella      | Virtus Francavilla | prestito      |
| D        | Ângelo                  | Matera             | definitivo    |
| A        | Antonio Letizia         | Catanzaro          | prestito      |
| A        | Manuel David Milinković | Genoa              | fine prestito |

### Sessione invernale(dal 3/1/ al 31/1)
| Acquisti         | Acquisti | Acquisti       | Acquisti                         |
| Nome             | R.       | da             | Modalità                         |
| ---------------- | -------- | -------------- | -------------------------------- |
| Leandro Greco    | C        | Bari           | prestito                         |
| Marco Zambelli   | D        | svincolato     | gratuito                         |
| Denis Tonucci    | D        | Bari           | definitivo                       |
| Luigi Scaglia    | C        | Parma          | prestito                         |
| Oliver Kragl     | C        | Crotone        | prestito con diritto di riscatto |
| Mathieu Duhamel  | A        | Quevilly-Rouen | definitivo                       |
| Arturo Calabresi | D        | Roma           | prestito                         |
| Andries Noppert  | P        | NAC Breda      | definitivo                       |

| Cessioni | Cessioni        | Cessioni   | Cessioni                         |
| R.       | Nome            | Modalità   | a                                |
| -------- | --------------- | ---------- | -------------------------------- |
| C        | Antonio Vacca   | Parma      | definititvo                      |
| D        | Alan Empereur   | Bari       | prestito                         |
| A        | Elio Calderini  | Viterbese  | prestito                         |
| A        | Vincenzo Sarno  | Padova     | rescissione                      |
| A        | Cosimo Chiricò  | Cesena     | rescissione                      |
| C        | Tommaso Coletti | Triestina  | rescissione                      |
| P        | Alex Sánchez    | svincolato | rescissione                      |
| C        | Davide Lodesani | svincolato | rescissione                      |
| C        | Matteo Fedele   | Cesena     | prestito con diritto di riscatto |

## Risultati

### Serie B

#### Girone di andata
| Arbitro: | Saia (Palermo) |

|                                               |           |           |
| Pettinari 6’, 56’, 80’ Benali 63’ Mancuso 78’ | Marcatori | 89’ Gerbo |

| Arbitro: | La Penna (Roma) |

|            |           |                    |
| Mazzeo 12’ | Marcatori | 18’ (rig.) Troiano |

| Arbitro: | Pinzani (Empoli) |

|                                                            |           |                   |
| Ardemagni 9’ (rig.), 59’ Morosini 21’, 36’ L. Castaldo 70’ | Marcatori | 29’ (rig.) Mazzeo |

| Arbitro: | Chiffi (Padova) |

|              |           |              |
| Nicastro 42’ | Marcatori | 80’ Murawski |

| Arbitro: | Marinelli (Tivoli) |

|            |           |                                        |
| Mbakogu 8’ | Marcatori | 48’ Martinelli 64’ Chiricò 88’ Beretta |

| Arbitro: | Nasca (Bari) |

|                                |           |                          |
| And. Caracciolo 38’ Bisoli 71’ | Marcatori | 47’ Floriano 64’ Chiricò |

| Arbitro: | Serra (Torino) |

|                                |           |                          |
| Mazzeo 45+6’ (rig.) Fedato 59’ | Marcatori | 31’ Moscati 84’ Dickmann |

| Arbitro: | Abbattista (Molfetta) |

|                                |           |            |
| Caputo 59’, 66’ Donnarumma 73’ | Marcatori | 82’ Mazzeo |

| Arbitro: | Di Paolo (Avezzano) |

|                      |           |                         |
| Gerbo 13’ Mazzeo 28’ | Marcatori | 45+1’ (rig.) Di Carmine |

| Arbitro: | Aureliano (Bologna) |

|                                           |           |                                    |
| Dalmonte 59’ Gerbo 83’ (aut.) Rigione 90’ | Marcatori | 48’ Coletti 52’ Beretta 70’ Mazzeo |

| Arbitro: | Piccinini (Forlì) |

|  |           |                                               |
|  | Marcatori | 12’ Gagliolo 74’ R. Insigne 85’ (rig.) Calaiò |

| Arbitro: | Ros (Pordenone) |

|             |           |                                                      |
| Raicevic 9’ | Marcatori | 30’ (Rig.), 69’ (rig.) Mazzeo 46’ Chiricò 71’ Fedato |

| Arbitro: | Gersini (Genova) |

|                         |           |                                         |
| Coletti 35’ Beretta 38’ | Marcatori | 40’ A. Brighenti 45’ Mokulu 56’ Piccolo |

| Arbitro: | Rapuano (Rimini) |

|  |           |                           |
|  | Marcatori | 66’ Camporese 84’ Chiricò |

| Arbitro: | Pezzuto (Lecce) |

|             |           |              |
| Beretta 54’ | Marcatori | 4’ Tremolada |

| Arbitro: | La Penna (Roma) |

|               |           |  |
| Galano 90'+2’ | Marcatori |  |

| Arbitro: | Minelli (Varese) |

|                    |           |                                      |
| Agnelli 38’ (rig.) | Marcatori | 29’ Schenetti 39’ Litteri 61’ Kouamé |

| Arbitro: | Ghersini (Genova) |

|                |           |  |
| Gilardino 31'’ | Marcatori |  |

| Arbitro: | Marinelli (Tivoli) |

|                        |           |                |
| Beretta 88’ Deli 90+5’ | Marcatori | 5’, 54’ Zigoni |

| Arbitro: | Marini (Roma) |

|  |           |                                |
|  | Marcatori | 83’, 90+5’ Floriano 88’ Agazzi |

| Arbitro: | Chiffi (Padova) |

|             |           |                     |
| Beretta 40’ | Marcatori | 63’, 77’ D. Ciofani |

#### Girone di ritorno
| Arbitro: | Sacchi (Macerata) |

|  |           |             |
|  | Marcatori | 44’ Mancuso |

| Arbitro: | Martinelli (Roma) |

|               |           |                      |
| La Mantia 86’ | Marcatori | 32’ Kragl 58’ Mazzeo |

| Arbitro: | Di Martino (Teramo) |

|                         |           |             |
| Nicastro 35’ Mazzeo 68’ | Marcatori | 10’ Asencio |

| Arbitro: | Abbattista (Molfetta) |

|                        |           |                       |
| Nestorovski 65’ (rig.) | Marcatori | 78’ Duhamel 84’ Kragl |

| Arbitro: | Pinzani (Empoli) |

|                           |           |  |
| Mazzeo 20’ Kragl 42’, 57’ | Marcatori |  |

| Arbitro: | Piscopo (Imperia) |

|              |           |                                     |
| Nicastro 35’ | Marcatori | 55’ Torregrossa 75’ And. Caracciolo |

| Arbitro: | Ros (Pordenone) |

|  |           |           |
|  | Marcatori | 10’ Kragl |

| Arbitro: | Ghersini (Genova) |

|  |           |                                   |
|  | Marcatori | 17’ Zajc 54’ Rodriguez 86’ Caputo |

| Arbitro: | Pillitteri (Palermo) |

|                        |           |  |
| Cerri 60’ Diamanti 75’ | Marcatori |  |

| Arbitro: | Marini (Roma) |

|                          |           |            |
| Agnelli 48’ Mazzeo 90+5’ | Marcatori | 45’ Laribi |

| Arbitro: | Baroni (Firenze) |

|                                       |           |            |
| Calaiò 73’ Siligardi 81’ Ceravolo 89’ | Marcatori | 24’ Mazzeo |

| Arbitro: | Guccini (Albano Laziale) |

|                         |           |              |
| Deli 22’ Martinelli 27’ | Marcatori | 8’ Reginaldo |

| Arbitro: | Giua (Olbia) |

|  |           |                                                |
|  | Marcatori | 32’ Kragl 34’ Mazzeo 43’ Nicastro 61’ Zambelli |

| Arbitro: | Fourneau (Roma) |

|                                  |           |  |
| Deli 24’ Mazzeo 44’ Loiacono 58’ | Marcatori |  |

| Arbitro: | Illuzzi (Molfetta) |

|                              |           |                        |
| A. Montalto 45’ Carretta 63’ | Marcatori | 49’ Beretta 85’ Mazzeo |

| Arbitro: | Chiffi (Padova) |

|                    |           |          |
| Gyomber 24’ (aut.) | Marcatori | 30’ Nenè |

| Arbitro: | Martinelli (Roma) |

|                                   |           |          |
| Kouame 47’ Schenetti 64’ Vido 76’ | Marcatori | 62’ Deli |

| Arbitro: | Di Martino (Teramo) |

|                          |           |               |
| Floriano 28’ Tonucci 82’ | Marcatori | 85’ Marilungo |

| Arbitro: | Guccini (Albano Laziale) |

|                          |           |              |
| Litteri 41’ Stulac 90+4’ | Marcatori | 90+2’ Mazzeo |

| Arbitro: | Saia (Palermo) |

|            |           |  |
| Mazzeo 29’ | Marcatori |  |

| Arbitro: | Sacchi (Macerata) |

|                               |           |                         |
| Paganini 68’ Rubin 72’ (aut.) | Marcatori | 35’ Mazzeo 89’ Floriano |

### Coppa Italia

#### Turni eliminatori
| Arbitro: | Aureliano (Bologna) |

|                       |           |                                |
| De Giorgio 50’ (rig.) | Marcatori | 42’, 67’ Mazzeo 69’ Milinkovic |

| Arbitro: | Banti (Livorno) |

|                                      |           |  |
| Barreto 18’ Caprari 73’ Kownacki 79’ | Marcatori |  |

## Statistiche

### Statistiche di squadra
| Competizione | Punti       | In casa | In casa | In casa | In casa | In casa | In casa | In trasferta | In trasferta | In trasferta | In trasferta | In trasferta | In trasferta | Totale | Totale | Totale | Totale | Totale | Totale | D.R. |
| Competizione | Punti       | G       | V       | N       | P       | GF      | GS      | G            | V            | N            | P            | GF           | GS           | G      | V      | N      | P      | GF     | GS     | D.R. |
| ------------ | ----------- | ------- | ------- | ------- | ------- | ------- | ------- | ------------ | ------------ | ------------ | ------------ | ------------ | ------------ | ------ | ------ | ------ | ------ | ------ | ------ | ---- |
| Serie B      | 58          | 21      | 8       | 6       | 7       | 30      | 30      | 21           | 8            | 4            | 9            | 36           | 38           | 42     | 16     | 10     | 16     | 66     | 68     | -2   |
| Coppa Italia | terzo turno | 0       | 0       | 0       | 0       | 0       | 0       | 2            | 1            | 0            | 1            | 3            | 4            | 2      | 1      | 0      | 1      | 3      | 4      | -1   |
| Totale       | 58          | 21      | 8       | 6       | 7       | 30      | 30      | 23           | 9            | 4            | 10           | 39           | 42           | 44     | 17     | 10     | 17     | 69     | 72     | -3   |

### Andamento in campionato
| Giornata  | 1  | 2  | 3  | 4  | 5  | 6  | 7  | 8  | 9  | 10 | 11 | 12 | 13 | 14 | 15 | 16 | 17 | 18 | 19 | 20 | 21 | 22 | 23 | 24 | 25 | 26 | 27 | 28 | 29 | 30 | 31 | 32 | 33 | 34 | 35 | 36 | 37 | 38 | 39 | 40 | 41 | 42 |
| --------- | -- | -- | -- | -- | -- | -- | -- | -- | -- | -- | -- | -- | -- | -- | -- | -- | -- | -- | -- | -- | -- | -- | -- | -- | -- | -- | -- | -- | -- | -- | -- | -- | -- | -- | -- | -- | -- | -- | -- | -- | -- | -- |
| Luogo     | T  | C  | T  | C  | T  | T  | C  | T  | C  | T  | C  | T  | C  | T  | C  | T  | C  | T  | C  | T  | C  | C  | T  | C  | T  | C  | C  | T  | C  | T  | C  | T  | C  | T  | C  | T  | C  | T  | C  | T  | C  | T  |
| Risultato | P  | N  | P  | N  | V  | N  | N  | P  | V  | N  | P  | V  | P  | V  | N  | P  | P  | P  | N  | V  | P  | P  | V  | V  | V  | V  | P  | V  | P  | P  | V  | P  | V  | V  | V  | N  | N  | P  | V  | P  | V  | N  |
| Posizione | 21 | 18 | 21 | 21 | 18 | 19 | 19 | 21 | 19 | 18 | 21 | 17 | 18 | 15 | 16 | 18 | 18 | 21 | 19 | 18 | 19 | 21 | 16 | 16 | 15 | 13 | 15 | 12 | 12 | 12 | 10 | 12 | 12 | 11 | 9  | 9  | 9  | 9  | 9  | 9  | 9  | 9  |

Legenda:

Luogo: C = Casa; T = Trasferta. Risultato: V = Vittoria; N = Pareggio; P = Sconfitta.